# Otakar Lada
Otakar Lada (Praga, 22 de maig de 1883 – Senohraby, Txecoslovàquia, 12 de juliol de 1956) va ser un tirador bohemi que va competir a principis del segle xx.
El 1908 va prendre part en els Jocs Olímpics de Londres, on disputà les quatre proves del programa d'esgrima. Guanyà la medalla de bronze en les competició de sabre per equips, formant equip amb Vlastimil Lada-Sázavský, Bedřich Schejbal, Vilém Goppold von Lobsdorf i Jaroslav Šourek-Tuček. En les proves d'espasa individual, espasa per equips i sabre individual.